# Chondrostereum
Chondrostereum Pouzar (chrząstkoskórnik) – rodzaj grzybów z rodziny kielisznikowatych (Cyphellaceae).

## Charakterystyka
Grzyby kortycjoidalne o owocniku zwykle rozpostarto-odgiętym, elastycznym, na przekroju poprzecznym złożonym z kilku warstw. Sterylna powierzchnia górna w różnym stopniu owłosiona, hymenialna gładka. System strzępkowy monomityczny, strzępki generatywne ze sprzążkami. Występują leptocystydy. Podstawki rurkowate z 4 sterygmami. Bazydiospory cylindryczne, gładkie, cienkościenne, nieamyloidalne. Grzyby nadrzewne, saprotrofy.
Chondrostereum jest makroskopowo podobne do Stereum, od którego różni się głównie kolorem różowawym do fioletowego, ale mikroskopowe różnice są duże; Chondrostereum ma nieamyloidalne bazydiospory i typowe leptocystydy. Badania molekularne Larssona i in. w 2004 r. wykazały, że C. purpureum jest blisko spokrewniony z Cylindrobasidium laeve w kladzie euagarics i różni się od innych grzybów kortycjoidalnych.

## Systematyka i nazewnictwo
Pozycja w klasyfikacji według Index Fungorum: Cyphellaceae, Agaricales, Agaricomycetidae, Agaricomycetes, Agaricomycotina, Basidiomycota, Fungi.
Takson utworzył w 1959 roku Zdeněk Pouzar. Jego typem nomenklatorycznym jest Chondrostereum purpureum (Pers.) Pouzar. Polską nazwę podał Władysław Wojewoda w 1999 r. W polskim piśmiennictwie mykologicznym należące do tego rodzaju gatunki opisywane były także jako pleśniak, skórnik, skórniak, ziarnoskórnik.
Gatunki:
- Chondrostereum coprosmae G. Cunn. Stalpers 1985
- Chondrostereum himalaicum (K.S. Thind & S.S. Rattan) S.S. Rattan 1977
- Chondrostereum purpureum (Pers.) Pouzar 1959 – chrząstkoskórnik purpurowy
- Chondrostereum vesiculosum (G. Cunn.) Stalpers & P.K. Buchanan 1991

Wykaz gatunków i nazwy naukowe na podstawie Index Fungorum. Nazwy polskie według W. Wojewody.